# Tashkurgán (Kasgar)
Tashkurgán (en uigur: تاشقۇرغان, romanizado: Tashqurghan; en chino, 塔什库尔干; pinyin, Tǎshíkù'ěrgān) es un condado autónomo bajo la administración directa de la prefectura de Kasgar en la región autónoma Sinkiang Uigur, República Popular China. Su área es de 52 400 km² y su población es de 35 000 personas (2010), en su mayoría (84%) tayikos.

## Administración
Desde octubre de 2022, el condado autónomo de Tashkurgán se divide en 12 pueblos que se administran en 2 poblados, 9 villas y 1 villa étnica.
- Poblado Tashkurgán (塔什库尔干镇)
- Poblado Tajik Abati (塔吉克阿巴提镇)
- Villa Taxkorgan (塔什库尔干乡)
- Villa Tagarma (塔合曼乡)
- Villa Tiznap (提孜那甫乡)
- Villa Daftar (达布达尔乡)
- Villa Maryang (马尔洋乡)
- Villa Waqa (瓦恰乡)
- Villa Baldir (班迪尔乡)
- Villa Koguxluk (库科西鲁格乡)
- Villa Burumsal (布伦木沙乡)
- Villa Datung (大同乡)
- Villa étnica Kirgisen (科克亚尔柯尔克孜族乡)

## Toponimia
Tashkurgán es un nombre uigur que significa torre de piedra o kurgán de piedra o -por extensión- fortaleza de piedra. La ortografía oficial china actual transcrita es Taxkorgan. La pronunciación en español más aproximada es tash-curkán.
Como las otras regiones autónomas, se caracteriza por estar asociada a un grupo étnico minoritario, en este caso, los Tayiks. La región recibió la condición de "autónomo" cuando se estableció el Condado autónomo tayik de Tashkurgán en febrero de 1955.

## Historia
Durante la dinastía Han, Tashkurgán era conocido como Puli (蒲犁), durante la dinastía Tang, fue un protectorado de los partos, durante la dinastía Yuan fue parte del imperio Chaghatai. El condado autónomo Tashkurgán Tayiko fue creado en 1954 y forma parte de la ciudad-municipio de Kasgar.

## Geografía
Tashkurgán se encuentra en la parte oriental de la cordillera del Pamir, donde las Kunlun y las montañas Tian Shan se unen, en la frontera con Afganistán en el corredor de Wakhan.
El condado autónomo se extiende de norte a sur unos 178 kilómetros y 140 kilómetros de este a oeste, el área total en las 13 localidades es de 52.400 km², a una altitud media de más de 4.000 metros.

## Economía
Hay varias fuentes termales y recursos de oro, hierro y cobre.

## Clima
| Parámetros climáticos promedio de Tashkurgán (1971−2000) | Parámetros climáticos promedio de Tashkurgán (1971−2000) | Parámetros climáticos promedio de Tashkurgán (1971−2000) | Parámetros climáticos promedio de Tashkurgán (1971−2000) | Parámetros climáticos promedio de Tashkurgán (1971−2000) | Parámetros climáticos promedio de Tashkurgán (1971−2000) | Parámetros climáticos promedio de Tashkurgán (1971−2000) | Parámetros climáticos promedio de Tashkurgán (1971−2000) | Parámetros climáticos promedio de Tashkurgán (1971−2000) | Parámetros climáticos promedio de Tashkurgán (1971−2000) | Parámetros climáticos promedio de Tashkurgán (1971−2000) | Parámetros climáticos promedio de Tashkurgán (1971−2000) | Parámetros climáticos promedio de Tashkurgán (1971−2000) | Parámetros climáticos promedio de Tashkurgán (1971−2000) |
| Mes                                                      | Ene.                                                     | Feb.                                                     | Mar.                                                     | Abr.                                                     | May.                                                     | Jun.                                                     | Jul.                                                     | Ago.                                                     | Sep.                                                     | Oct.                                                     | Nov.                                                     | Dic.                                                     | Anual                                                    |
| -------------------------------------------------------- | -------------------------------------------------------- | -------------------------------------------------------- | -------------------------------------------------------- | -------------------------------------------------------- | -------------------------------------------------------- | -------------------------------------------------------- | -------------------------------------------------------- | -------------------------------------------------------- | -------------------------------------------------------- | -------------------------------------------------------- | -------------------------------------------------------- | -------------------------------------------------------- | -------------------------------------------------------- |
| Temp. máx. media (°C)                                    | -4.2                                                     | -1.0                                                     | 6.0                                                      | 12.8                                                     | 16.7                                                     | 20.5                                                     | 23.7                                                     | 23.3                                                     | 18.6                                                     | 11.6                                                     | 4.8                                                      | −1.9                                                     | 10.9                                                     |
| Temp. mín. media (°C)                                    | −18.6                                                    | −15.3                                                    | −7.3                                                     | −0.8                                                     | 3.1                                                      | 6.4                                                      | 9.4                                                      | 8.8                                                      | 3.5                                                      | −3.8                                                     | −10.8                                                    | −16.6                                                    | −3.5                                                     |
| Precipitación total (mm)                                 | 3.2                                                      | 2.6                                                      | 2.4                                                      | 4.8                                                      | 8.0                                                      | 15.5                                                     | 11.3                                                     | 9.6                                                      | 6.0                                                      | 2.1                                                      | .7                                                       | 2.0                                                      | 68.2                                                     |
| Días de precipitaciones (≥ 0.1 mm)                       | 2.1                                                      | 2.4                                                      | 2.2                                                      | 2.5                                                      | 5.1                                                      | 6.8                                                      | 6.2                                                      | 4.6                                                      | 2.9                                                      | 1.7                                                      | .5                                                       | 1.6                                                      | 38.6                                                     |
| Fuente: Weather.com.cn                                   |                                                          |                                                          |                                                          |                                                          |                                                          |                                                          |                                                          |                                                          |                                                          |                                                          |                                                          |                                                          |                                                          |